# المجمع المغلق 1667
المجمع المغلق 1667 هو المجمع الموكول بانتخاب بابا الكنيسة الكاثوليكية الجديد بعد استقالة البابا. انعقد مجمع الكرادلة لانتخاب البابا الجديد بدءًا من 2 يونيو 1667 وانتهى في 20 يونيو 1667. انتُخبَ كليمنت التاسع ليكون البابا الجديد للكنيسة.
عُقدَ المجمع في إيطاليا في 1667.